# Халла, Пауль
Пауль Халла (нем. Paul Halla; 10 апреля 1931, Грац — 6 декабря 2005, Вена) — австрийский футболист. Наиболее известен по выступлениям за венский клуб «Рапид», с которым выиграл пять чемпионских титулов.

## Клубная карьера
В профессиональном футболе дебютировал в 1950 году выступлениями за клуб «Штурм» (Грац), в котором провел один сезон.
В течение 1951-1953 годов защищал цвета клуба ГАК (Грац). В 1953 году перешёл в клуб «Рапид» (Вена), за который сыграл 12 сезонов. Большую часть времени, проведенного в составе венского «Рапида», был основным игроком защиты команды. Завершил профессиональную карьеру футболиста в 1965 году.
Умер 6 декабря 2005 года в 75-м году жизни в Вене.

## Карьера в сборной
В 1952 году дебютировал в официальных матчах в составе национальной сборной Австрии. В течение карьеры в национальной команде, которая длилась 13 лет, провел за главную команду страны 34 матча, забив 2 гола.
В составе сборной был участником чемпионата мира 1954 года в Швейцарии, на котором команда завоевала бронзовые награды, а также чемпионата мира 1958 года в Швеции.

## Достижения
«Рапид» (Вена)
- Чемпион австрийской Штатслиги (5): 1953/54, 1955/56, 1956/57, 1959/60, 1963/64
- Обладатель Кубка Австрии: 1961
- Итого: 6 трофеев

 Сборная Австрии
- Бронзовый призёр чемпионата мира: 1954